# Ommidion modestum
Ommidion modestum är en skalbaggsart som beskrevs av Newman 1840. Ommidion modestum ingår i släktet Ommidion och familjen långhorningar. Inga underarter finns listade i Catalogue of Life.